# Automorfism

Un automorfism cu grupul lui Klein prezentat ca aplicație între două grafuri Cayley, o permutare în notația ciclului, și o aplicație între două

În matematică, un automorfism este un izomorfism al unui obiect matematic pe sine însuși. Este, într-un anumit sens, o simetrie a obiectului și un mod de aplicație a obiectului pe sine, conservându-și toată structura. Mulțimea tuturor automorfismelor unui obiect formează un grup, numit grup de automorfisme. Este, liber vorbind, grupul de simetrii al obiectului.

## Definiție
În contextul algebrei abstracte, un obiect matematic este o structură algebrică, cum ar fi un grup, inel sau spațiu vectorial. Un automorfism este de fapt un omomorfism bijectiv al unui obiect pe sine însuși. (Definiția unui omomorfism depinde de tipul de structură algebrică; a se vedea omomorfism de grup, omomorfism de inele și operator liniar).
Morfismul identic (funcția identitate) este numit în anumite contexte automorfism trivial. Respectiv, alte automorfisme (neidentitate) sunt numite automorfisme netriviale.
Definiția exactă a unui automorfism depinde de tipul de „obiect matematic” în cauză și de ceea ce, precis, constituie un „izomorfism” al acelui obiect. Cazul general în care aceste cuvinte au sens este o ramură abstractă a matematicii numită teoria categoriilor. Teoria categoriilor tratează obiecte abstracte și morfismele dintre acele obiecte.
În teoria categoriilor, un automorfism este un endomorfism (adică un morfism al unui obiect pe sine însuși) care este și un izomorfism (în sensul categoriilor, adică există un endomorfism invers la dreapta și la stânga).
Aceasta este o definiție foarte abstractă, deoarece în teoria categoriilor morfismele nu sunt neapărat funcții și obiectele nu sunt neapărat mulțimi. Totuși, în majoritatea cazurilor concrete obiectele vor fi mulțimi cu o structură suplimentară, iar morfismele vor fi funcții care conservă acea structură.

## Grup de automorfisme
Dacă automorfismele unui obiect X formează o mulțime (în loc de o clasă), atunci formează un grup față de compunerea⁠(d) morfismelor. Acest grup se numește grupul de automorfisme al X.
ÎnchidereCompunerea a două automorfisme este un alt automorfism.
AsociativitateCompunerea morfismelor este asociativă prin definiția categoriilor.
Element neutruElementul neutru este morfismul identitate de la obiect la sine însuși, adică automorfismul.
Element inversPrin definiție, fiecare izomorfism are un invers, care este și el un izomorfism, și, deoarece inversul este și un endomorfism al aceluiași obiect, este un automorfism.
Grupul de automorfisme al unui obiect X dintr-o categorie C este notat AutC(X), sau, dacă categoria este clară din context, mai simplu: Aut(X).

## Exemple
- În teoria mulțimilor, o permutare arbitrară a elementelor unei mulțimi X este un automorfism. Grupul de automorfisme al X se mai numește și grupul simetric pe X.
- În aritmetica elementară, mulțimea numerelor întregi, Z, considerat ca grup față de adunare, are un automorfism netrivial unic: opusul. Considerat însă ca un inel, are doar automorfismul trivial. În general, opusul este un automorfism al oricărui grup abelian, dar nu al unui inel sau corp.
- Un automorfism de grup este un izomorfism de grup, a unui grup pe sine însuși. Informal, este o permutare a elementelor grupului astfel încât structura să rămână neschimbată. Pentru fiecare grup G există un omomorfism natural al grupului G → Aut(G) al cărui imagine este grupul Inn (G) a automorfismelor interioare⁠(d) și al cărui nucleu este centrul lui G. Astfel, dacă G are un centru trivial, acesta poate fi încorporat în propriul său grup de automorfisme.[1]
- În algebră liniară, un endomorfism al unui spațiu vectorial V este un operator liniar V → V. Un automorfism este un operator liniar inversabil pe V. Când spațiul vectorial este finit dimensional, grupul de automorfisme al V este același cu grupul liniar general, GL(V). (Structura algebrică a tuturor endomorfismelor lui V este ea însăși o algebră pe același corp de bază ca și V, ale cărui elemente inversabile aparțin și ele lui GL(V).)
- Un automorfism al unui corp este un omomorfism de inele bijectiv al unui corp pe sine însuși. În cazul numerelor raționale ({\displaystyle \mathbb {Q} }) și a numerelor reale ({\displaystyle \mathbb {R} }) nu există automatisme netriviale de corpuri. Unele subcorpuri din {\displaystyle \mathbb {Q} } au automorfisme de corp netriviale, care, totuși, nu se extind la toate cele din {\displaystyle \mathbb {Q} } (deoarece nu pot conserva proprietatea unui număr care are o rădăcină pătrată în {\displaystyle \mathbb {Q} }). În cazul numerelor complexe, {\displaystyle \mathbb {C} }, există un automorfism netrivial unic care aplică {\displaystyle \mathbb {R} } pe {\displaystyle \mathbb {R} }: conjugatul complex, dar există infinit (nenumărabil) de multe automorfisme „sălbatice” (presupunând axioma alegerii).[2][3] Automorfismele corpurilor sunt importante pentru teoria extinderilor corpurilor, în special a extinderilor Galois. În cazul unei extinderi Galois L/K subgrupul tuturor automorfismelor din L care fixează K în sens punctual se numește grupul Galois al extinderii.
- După teorema Skolem–Noether, grupul de automorfisme al cuaternionilor (H) ca inel sunt automorfisme interioare: aplicații ale formei a ↦ bab−1.[4] Acest grup este izomorf cu SO(3), grupul rotațiilor în spațiul tridimensional.
- Grupul de automorfisme al octonionilor (O) este grupul Lie excepțional G2.
- În teoria grafurilor un automorfism al unui graf este o permutare a nodurilor care conservă muchiile și „ne”muchiile. În special, dacă două noduri sunt unite printr-o muchie, la fel sunt și imaginile lor după permutare.
- În geometrie, un automorfism poate fi numit o mișcare a spațiului. Se folosește o terminologie specializată:
  - În geometria metrică un automorfism este o autoizometrie. Grupul de automorfisme se mai numește grupul de izometrie.
  - În categoria suprafețelor Riemann, un automorfism este o aplicație biholomorfă (numită și aplicație conformă), a unei suprafețe pe sine însuși. De exemplu, automorfismele sferei Riemann sunt transformările Möbius.
  - Un automorfism al unei varietăți diferențiabile M este un difeomorfism al M pe sine însuși. Grupul de automorfisme este uneori notat Diff(M).
  - În topologie, morfismele dintre spațiile topologice se numesc aplicații continue, iar un automorfism al unui spațiu topologic este un homeomorfism al spațiului pe sine însuși, sau un autohomeomorfism. În acest exemplu, este insuficient ca un morfism să fie bijectiv pentru a fi un izomorfism.